# V (Ensi)
V è il quarto album in studio del rapper italiano Ensi, pubblicato il 1º settembre 2017 dalla Warner Music Italy.

## Descrizione
Composto da quattordici brani, si tratta del quinto disco complessivo dell'artista nonché quello più personale, come ha spiegato durante un'intervista concessa a Radio 105:
La sua pubblicazione è stata anticipata da tre singoli. Il primo, Tutto il mondo è quartiere, è stato pubblicato il 21 aprile 2017 per il download digitale, mentre i successivi Mezcal e Iconic sono entrati in rotazione radiofonica tra luglio e agosto.

## Tracce
1. Ribelli senza causa – 3:53
2. Identità (feat. Il Cile) – 3:26
3. Iconic – 3:01
4. Boom Bye Bye – 3:24
5. Sì, come no (feat. Clementino) – 4:10
6. Tutto il mondo è quartiere – 3:50
7. Mezcal – 3:56
8. Te lo dicevo (feat. Luchè) – 3:29
9. Sugar Mama – 2:58
10. 4:20 (feat. Gemitaiz & MadMan) – 3:35
11. In volo – 2:57
12. Mamma diceva – 2:51
13. Noi – 3:53
14. Vincent – 3:28

## Formazione
Musicisti
- Ensi – voce
- Il Cile – voce aggiuntiva (traccia 2)
- Clementino – voce aggiuntiva (traccia 5)
- Luchè – voce aggiuntiva (traccia 8)
- Fabio Giachino – tastiera (traccia 9)
- Gemitaiz, MadMan – voci aggiuntive (traccia 10)

Produzione
- Prez – produzione (traccia 1)
- Vox P – produzione (tracce 1, 2, 3, 8, 9, 11 e 12)
- Dave – produzione (tracce 2, 12, 13 e 14)
- Phra – produzione (traccia 4)
- The Night Skinny – produzione (traccia 5)
- The Ceasars – produzione (traccia 6)
- Low Kidd – produzione (traccia 7)
- DJ 2P – produzione (traccia 9)
- Fabio Giachino – produzione (traccia 9)
- Frenetik & Orang3 – produzione (traccia 10)
- Old Ass – produzione (tracce 12 e 13)